# Répertoire international des sources musicales
Il Répertoire international des sources musicales (acronimo RISM; in ital. Repertorio internazionale delle fonti musicali, in ingl. International Inventory of Musical Sources, in ted. Internationales Quellenlexikon der Musik) è un'organizzazione internazionale fondata nel 1952 a Parigi, con lo scopo di documentare più esaustivamente possibile le fonti musicali presenti in tutto il mondo. Si tratta della maggiore e più diffusa impresa mai realizzata nell'ambito della documentazione delle fonti musicali scritte.
Le fonti musicali oggetto di quest'impresa includono composizioni manoscritte e a stampa, nonché scritti sulla musica e libretti. Di tutto questo patrimonio mondiale, conservato in biblioteche, archivi, conventi, conservatori o collezioni private, il RISM documenta di cosa si tratti e dove sia conservato. Il RISM è universalmente riconosciuto dagli specialisti come riferimento centrale nell'ambito delle fonti musicali.
Attraverso una catalogazione esaustiva, i documenti musicali sono, da un lato maggiormente protetti dal rischio di perdita, dall'altro resi accessibili alla musicologia ed alla pratica musicale.

## Organizzazione

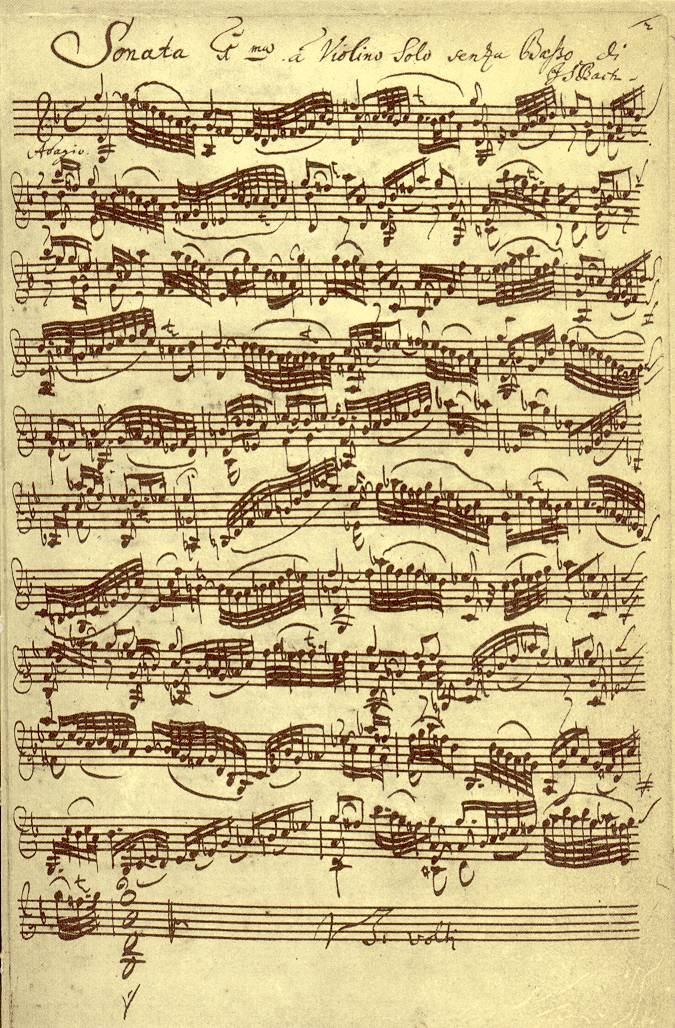
Esempio per un manoscritto musicale: Johann Sebastian Bach, Sonata per violino solo, BWV 1001

36 sono i paesi in cui operano i gruppi di lavoro del RISM; un centinaio di persone in tutto che catalogano le fonti musicali conservate nei loro rispettivi paesi. I dati della catalogazione vengono inviati alla redazione centrare del RISM a Francoforte sul Meno per essere rielaborati e preparati alla pubblicazione.
Le fonti musicali nelle pubblicazioni del RISM e i collaboratori dei gruppi di lavoro attivi del RISM includono i seguenti paesi:
- Afganistan
- Africa del sud
- Andorra
- Arabia Saudita
- Argentina
- Australia
- Austria
- Azerbaigian
- Belgio
- Bielorussia
- Brasile
- Bulgaria
- Canada
- Cina
- Colombia
- Corea del Sud
- Croazia
- Danimarca
- Egitto
- Estonia
- Finlandia
- Francia
- Georgia
- Germania
- Giappone
- Gran Bretagna
- Grecia
- India
- Indonesia
- Iran
- Irlanda
- Islanda
- Israele
- Italia
- Lettonia
- Libano
- Lituania
- Lussemburgo
- Messico
- Norvegia
- Nuova Zelanda
- Paesi Bassi
- Pakistan
- Polonia
- Portogallo
- Repubblica Ceca
- Romania
- Russia
- Slovacchia
- Slovenia
- Spagna
- Svezia
- Svizzera
- Tagikistan
- Taiwan
- Turchia
- Ucraina
- Ungheria
- Uruguay
- USA
- Uzbekistan
- Vaticano
- Venezuela

La Redazione Centrale del RISM come anche i gruppi di lavoro della Repubblica Federale Tedesca lavorano nell'ambito di un progetto della Akademie der Wissenschaften und der Literatur (Accademia di Scienze e Lettere) di Magonza. Gli altri gruppi ricevono un apporto finanziario nei rispettivi paesi.

## Pubblicazioni
Le Pubblicazioni del RISM si suddividono come segue:
- la Serie A alfabetica
- la Serie B sistematica
- la Serie C elenco delle biblioteche musicali

Oltre a questo, i gruppi di lavoro realizzano in autonomia la catalogazione dei libretti conservati nei rispettivi paesi.

## La Serie A/I del RISM – Musica a stampa
La Serie RISM A/I Stampe prima del 1800 raccoglie la catalogazione delle edizioni musicali a stampa dal 1501 al 1800 circa. I nove volumi della collana (pubblicati tra il 1971 e il 1981) contengono la catalogazione di oltre 78.000 stampe musicali di 7.616 compositori custodite in 2.178 biblioteche. Ai quattro volumi d'integrazione pubblicati tra il 1986 ed il 1999, è seguito nel 2003 un volume di indici con editori, stampatori, incisori e luoghi di edizione. Tutti i volumi della serie RISM A/I sono stati pubblicati dalla casa editrice Bärenreiter di Kassel. Questo catalogo, alfabeticamente ordinato secondo i nomi dei compositori, contiene esclusivamente musiche a stampa con opere di un singolo compositore. Le raccolte (stampe musicali con opere di diversi compositori) sono pubblicate nella serie B del RISM.
Per ciascuna voce del catalogo sono fornite le seguenti indicazioni:
- Nome del compositore
- Numero d’opera o di catalogo (ove esista)
- Titolo della stampa
- Forma di presentazione: partitura, parti, riduzione per pianoforte, ecc.
- Luogo di edizione
- Editore
- Anno di pubblicazione

Nel 2012 ha diramato la pubblicazione di un CD-ROM della Serie A/I. Un simile catalogo, oltre ad aprire la strada alle fonti primarie per ricercatori e musicisti, offre interessanti possibilità anche per altri ambiti di ricerca riguardo alle problematiche più diverse. Ad esempio studiando la fortuna di un musicista è possibile sapere come ed in qual misura ci si sia interessati ad un musicista dopo la sua morte; basterà sapere quante e quali opere di quest'ultimo siano state pubblicate dopo tale data.

## La Serie A/II del RISM – Manoscritti musicali
La serie RISM A/II Manoscritti musicali dopo il 1600 comprende esclusivamente composizioni manoscritte; ciascuna delle quali è accuratamente descritta attraverso una dettagliata procedura comprendente oltre un centinaio di specifiche e quindi memorizzata nella banca dati della direzione centrale del RISM a Francoforte sul Meno.
Attualmente (giugno 2014) sono disponibili i dati di oltre 870.000 composizioni di circa 27.000 compositrici e compositori (queste cifre sono in crescita costante). Si ha motivo di ritenere che il numero complessivo di manoscritti musicali presenti nel mondo sia almeno il doppio.
I documenti provengono da quasi 900 biblioteche presenti in 37 paesi: Australia, Austria, Belgio, Bielorussia, Brasile, Canada, Cina, Corea del Sud, Croazia, Danimarca, Finlandia, Francia, Germania, Giappone, Gran Bretagna, Italia, Lettonia, Lituania, Messico, Norvegia, Nuova Zelanda, Paesi Bassi, Polonia, Portogallo, Repubblica Ceca, Romania, Russia, Slovacchia, Slovenia, Spagna, Svezia, Svizzera, Ucraina, Ungheria, Uruguay, USA e Venezuela. Con tutta questa documentazione la banca dati specializzata del RISM è in assoluto la più grande esistente al mondo.
Da giugno 2010 la banca dati del RISM è consultabile gratuitamente via internet attraverso il RISM-OPAC oppure direttamente dal sito RISM. Ciò è stato possibile grazie alla collaborazione tra il RISM, la Bayerische Staatsbibliothek e la Biblioteca di Stato di Berlino. L'edizione cumulativa in CD-ROM, pubblicata dalla casa editrice K. G. Saur di Monaco ogni anno a partire dal 1995, è stata interrotta nel 2008. Resta sempre disponibile anche l'accesso gratuito alla banca dati della EBSCO, Ipswich, MA, USA (già NISC, Inc. Baltimore).
Le voci del catalogo includono informazioni su compositori (con le date di nascita e morte), titolo e organico delle composizioni, come anche riferimenti alla letteratura musicologica. Ciascun manoscritto è accuratamente descritto anche riguardo a copisti, luogo di origine e periodo di redazione. Oltre a questo quasi ogni composizione può essere chiaramente identificata in base all'incipit musicale, ovvero le prime significative note dell'inizio di ogni brano o di ciascuna sezione dello stesso. Questa banca dati non ci fornisce solo notizie sulla diffusione delle opere di compositori oggi ben conosciuti, ma anche molte informazioni su quelli che ebbero successo in vita e che oggi sono poco noti, se non addirittura dimenticati. Per la storia della musica questa banca dati può essere un ottimo ausilio nella scoperta composizioni “seppellite nel dimenticatoio” da inserire per arricchire e ampliare la prassi esecutiva.
La risposta a domande specifiche può essere trovata incrociando gli indici con mirate combinazioni. Ad esempio è possibile accedere direttamente a tutte le catalogazioni delle messe di Joseph Haydn fonti presenti nel RISM.
È però nell'identificazione di una composizione anonima che la ricerca attraverso l'incipit musicale offre notevoli possibilità di riuscita. L'utente ha infatti a disposizione sulla tastiera un sistema di codifica basato su lettere e numeri con cui può digitare le note iniziali della composizione che ha davanti

## La Serie B del RISM
La serie B del RISM è una collana sistematica che raccoglie la catalogazione di gruppi di fonti musicali ben definite. I seguenti volumi sono stati pubblicati presso la casa editrice G. Henle di Monaco (tra parentesi la traduzione italiana del titolo):
- B/I e B/II: Recueils imprimés XVIe–XVIIIe siècles (2 volumi). (Raccolte a stampa dal XVI al XVIII secolo)
- B/III: The Theory of Music from the Carolingian Era up to c. 1500. Descriptive Catalogue of Manuscripts (6 volumi). (Teoria della musica dal periodo carolingio al 1500. Un catalogo descrittivo dei manoscritti)
- B/IV: Handschriften mit mehrstimmiger Musik des 11. bis 16. Jahrhunderts (5 volumi, 1 supplemento). (Manoscritti con musica polifonica dall‘ XI al XVI secolo)
- B/V: Tropen- und Sequenzenhandschriften. (Manoscritti di tropi e sequenze)
- B/VI: Écrits imprimés concernant la musique (2 volumi). (Scritti a stampa di argomento musicale)
- B/VII: Handschriftlich überlieferte Lauten- und Gitarrentabulaturen des 15. bis 18. Jahrhunderts. (Manoscritti di tabulature per liuto e chitarra dal XV al XVIII secolo)
- B/VIII: Das Deutsche Kirchenlied (2 volumi, Kassel: Bärenreiter-Verlag). (Il Lied ecclesiastico tedesco)
- B/IX: Hebrew Sources (2 volumi). (Fonti ebraiche)
- B/X: The Theory of Music in Arabic Writings c. 900–1900 (2 volumi). (Teoria della musica in testi arabi dal 900 al 1900)
- B/XI: Ancient Greek Music Theory. A Catalogue Raisonné of Manuscripts. (Teoria musicale nella Grecia antica. Catalogo ragionato di manoscritti)
- B/XII: Manuscrits persans concernant la musique. (Manoscritti persiani riguardanti la musica)
- B/XIII: Hymnologica Slavica. Hymnologica Bohemica, Slavica (HBS), Polonica (HP), Sorabica (HS). Notendrucke des 16. bis 18. Jahrhunderts
- B/XIV: Les manuscrits du processionnal (2 volumi). (I manoscritti di processionali)
- B/XV: Mehrstimmige Messen in Quellen aus Spanien, Portugal und Lateinamerika, circa 1490–1630. (Messe polifoniche da fonti provenienti da Spagna, Portogallo ed America Latina ca. 1490–1630)
- B/XVI: Catalogue raisonné of the Balinese Palm-Leaf Manuscripts with Music Notation

## La Serie C del RISM
In cinque volumi dal titolo Directory of music research libraries la serie C del RISM raccoglie tutte le biblioteche ed archivi musicali, nonché collezioni private che conservano materiale musicale d'interesse storico. Questo catalogo di biblioteche viene realizzato in collaborazione con il comitato editoriale dell'Association Internationale des Bibliothèques, Archives et Centres de Documentation Musicaux (AIBM). Il volume speciale RISM-Bibliothekssigel. Gesamtverzeichnis (Sigle RISM delle biblioteche. Catalogo generale), pubblicato nel 1999, dal 2006 è anche consultabile nel sito web del RISM in versione costantemente aggiornata.

## Utenti delle pubblicazioni RISM
- Musicologi, alla ricerca di fonti per i loro studi, possono trovare i fondamenti per l'elaborazione di cataloghi tematici o di edizioni musicali.
- Musicisti, che perseguono una ricerca di composizioni meno note per arricchire l'abituale repertorio dei programmi di concerti.
- Bibliotecari, alla ricerca di fonti parallele rispetto al patrimonio conservato nella propria biblioteca.
- Antiquari musicali, alla ricerca di altri esemplari di una stampa musicale da loro messa in vendita.